# Finnåkerssjön
Finnåkerssjön är en sjö i Lindesbergs kommun i Västmanland och ingår i Norrströms huvudavrinningsområde. Sjön har en area på 1,13 kvadratkilometer och ligger 32 meter över havet. Sjön avvattnas av vattendraget Ässingån (Finnåkersån).

## Delavrinningsområde
Finnåkerssjön ingår i det delavrinningsområde (660365-148500) som SMHI kallar för Utloppet av Finnåkerssjön. Medelhöjden är 59 meter över havet och ytan är 11,95 kvadratkilometer. Räknas de 5 avrinningsområdena uppströms in blir den ackumulerade arean 140,36 kvadratkilometer. Ässingån (Finnåkersån) som avvattnar avrinningsområdet har biflödesordning 3, vilket innebär att vattnet flödar genom totalt 3 vattendrag innan det når havet efter 183 kilometer. Avrinningsområdet består mestadels av skog (66 procent) och jordbruk (15 procent). Avrinningsområdet har 1,18 kvadratkilometer vattenytor vilket ger det en sjöprocent på 9,9 procent.